# Epsom (Royaume-Uni)
Pour les articles homonymes, voir Epsom.
Epsom est une ville d'Angleterre, dans le district d'Epsom and Ewell, dans le Surrey. Elle fait partie de la région urbaine de Londres et se situe à 29 km au sud-ouest de Charing Cross. Epsom est célèbre pour ses courses hippiques, c'est pour cette raison que Chantilly est sa ville jumelle en France.

## Histoire
Epsom a vu le jour en tant qu’Ebba’s ham (Ebba était un thegn Saxon), sur la centurie de Copthorne, division administrative des rois Saxons. Le versant nord de la chaîne des Downs était alors couvert d'un chapelet de fermes, dont les noms se terminaient par -ham : Effingham, Bookham, et Cheam, par exemple.
Le seul vestige conservé de cette période saxonne est une broche du VIIe siècle, découverte à Epsom, et conservée aujourd'hui au British Museum. L'histoire de la région avant la conquête normande est étroitement liée à celle de l'abbaye de Chertsey, dont la tenure d’Ebbisham fut confirmée par le roi Æthelstan en 933.
Epsom est citée dans le Domesday Book (1086) comme Evesham, une terre de l'abbaye de Chertsey, comprenant 11 hides ; 2 églises, 2 moulins rapportant 10 shillings, 18 champs, 9,7 ha de prairie, des bois nourrissant 20 porcs. Cette terre était au total d'un rapport de 17 livres. À l'époque où fut composé le Domesday Book, Espom n’était qu'un village de 38 fermes groupées autour de l'église Saint-Martin. Par la suite, d’autres maisons furent construites autour de la mare du village (aujourd'hui Market, dans High Street), à l'emplacement des champs de course (Epsom Court), à Horton, Woodcote et Langley Vale.

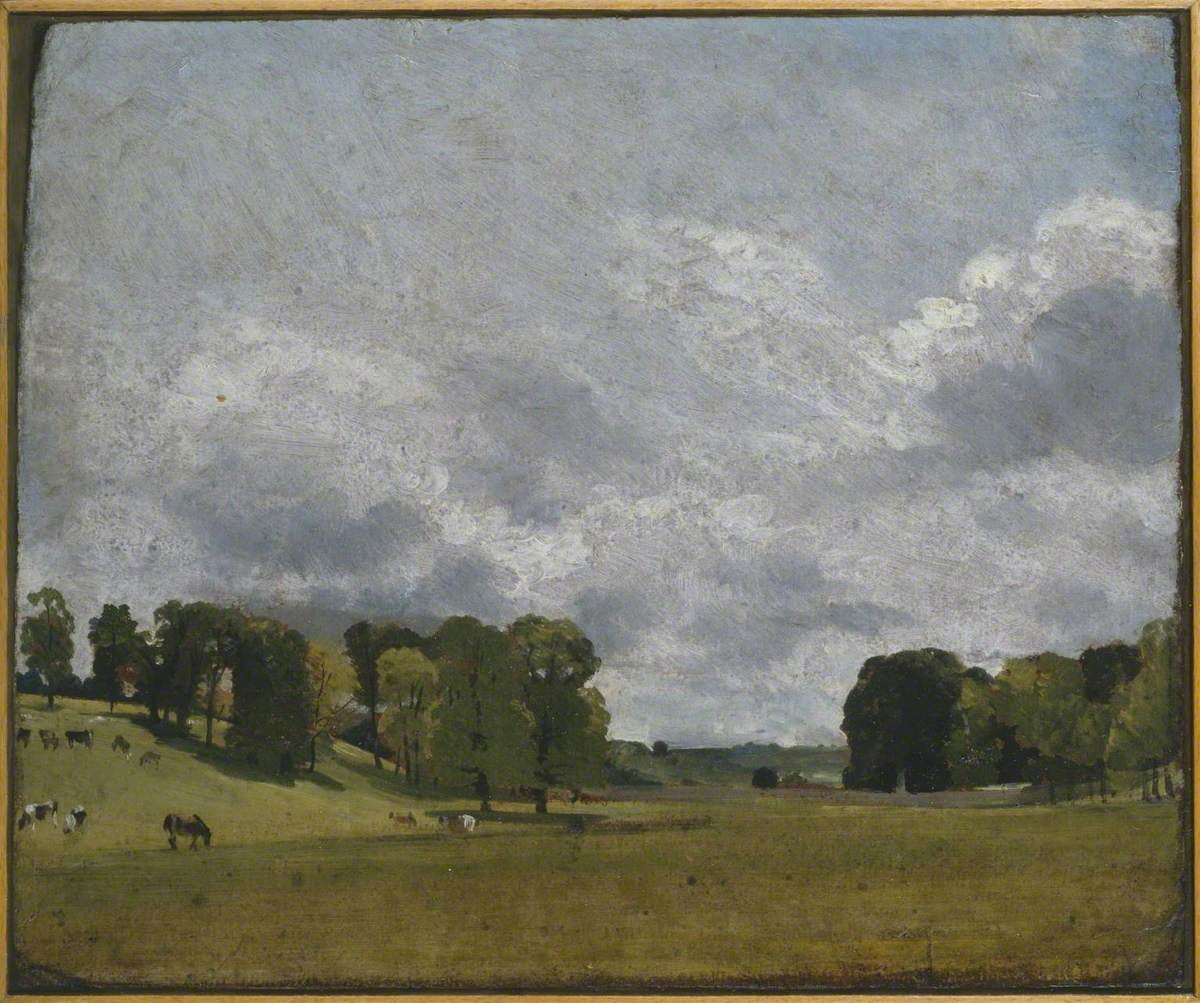
Vue à Epsom (1809)
Tate Britain.

Au XVIIIe siècle, Epsom, avec ses sources thermales chargées en sulfate de magnésium (longtemps appelé pour cette raison « sel d'Epsom »), était une ville d'eau ; mais une agence immobilière s'est depuis édifiée à l'emplacement des sources, et il ne subsiste guère de ce passé qu'une pompe à eau. Les curistes bénéficiaient de spectacles organisés dans les halles de the Assembly Rooms (édifiées vers 1690), devenues un pub.
La ville est réputée et connue pour ses champs de courses, où se déroulent deux des cinq classiques des courses hippiques sur plat : le Derby (depuis 1780) et les Oaks (depuis 1779). La course du 4 juin 1913 fut l'occasion d'un accident dramatique : la suffragette Emily Davison traversa la piste sur le passage du cheval du roi George V, et succombe à ses blessures.
Le peintre paysagiste John Constable a effectué plusieurs visites à Epsom entre 1806 et 1812 pour voir sa tante et son oncle, Mary et James Gubbins. Il y a peint en 1809, une Vue d'Epsom, conservée à la Tate Britain à Londres.

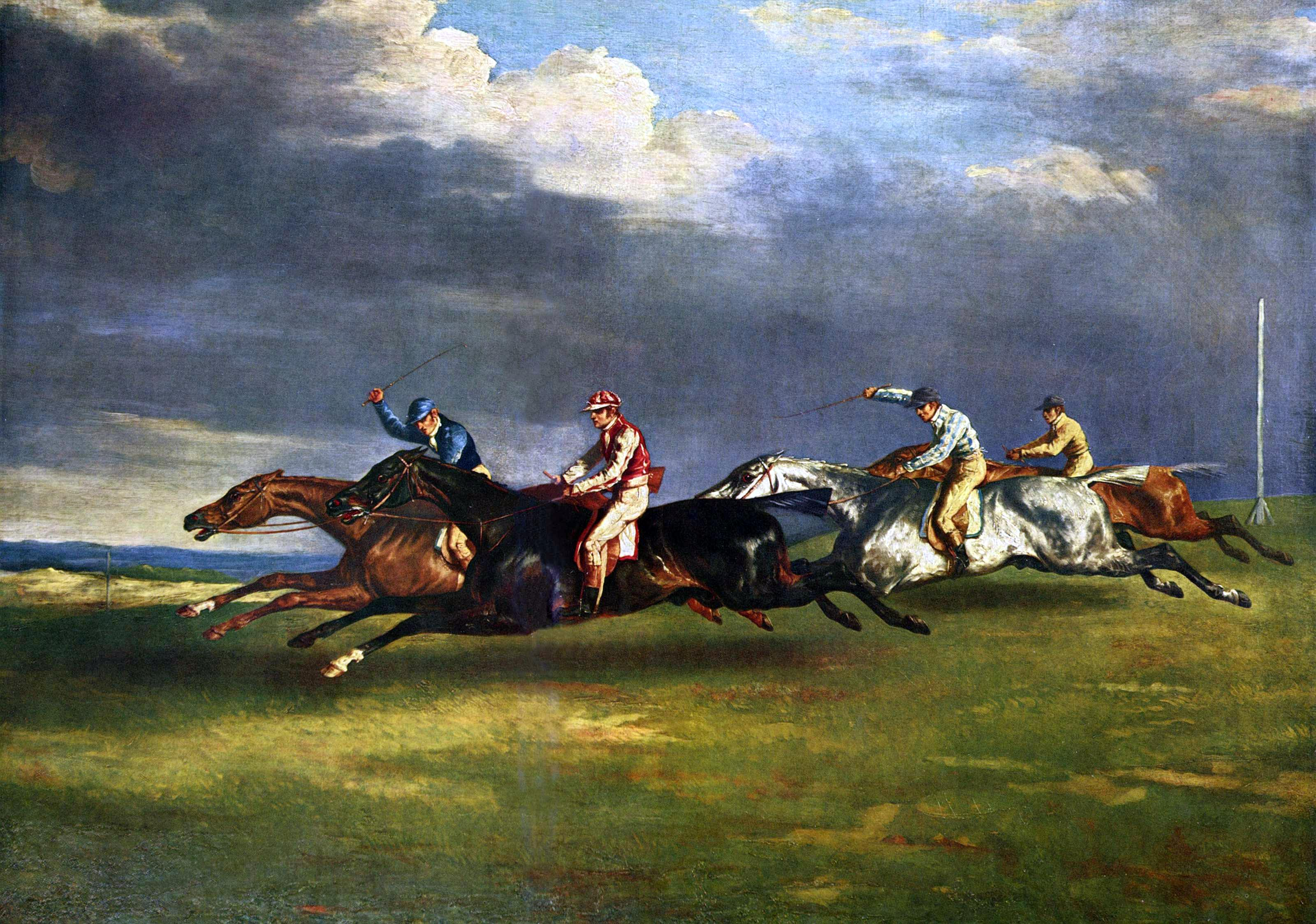
Derby d'Epsom, huile de Géricault (1821).

Le Premier ministre et premier président du London County Council, Lord Rosebery, est radié de l’université d'Oxford en 1869 pour avoir acheté un cheval de course et avoir concouru au Derby − terminant dernier. Lord Rosebery conserva toute sa vie des liens privilégiés avec la ville de Derby, à laquelle il légua divers terrains, baptisé depuis en son honneur : Rosebery Park et Rosebery School. Un collège de la public school d’Epsom, Epsom College, porte également son nom.

## Jumelages
- Chantilly (France) depuis 1995

## Personnalités

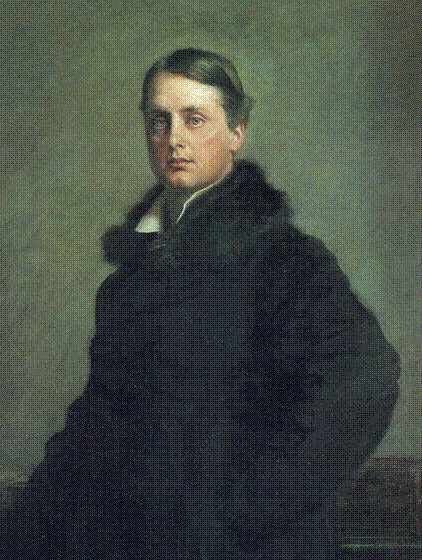
Lord Rosebery.

- Spencer Frederick Gore, artiste, y est né.
- La chanteuse Petula Clark
- le guitariste Jimmy Page du groupe Led Zeppelin (dont le père tenait un garage à Epsom, Page Motors)
- le photographe Martin Parr
- les actrices Catherine McCormack, Julia Ormond
- les footballeurs Jimmy Glass, Freddy Eastwood et James Wilson
- les acteurs Tom Felton, Norman Wisdom, Warwick Davis, Alex Kingston et Andrew Garfield
- l’écrivain Isabella Beeton
- le champion de snooker Jimmy White
- Andy Ward, batteur du groupe de rock progressif Camel
- l'actrice de films pornographiques Nici Sterling
- les suffragettes Emily Davison et Isabella Potbury.